# Plaza Fuerte Hotel

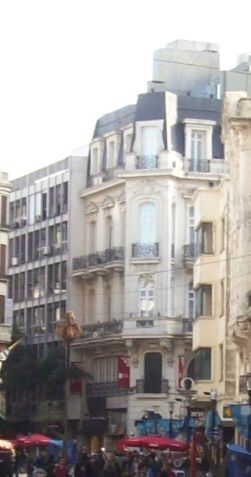
Plaza Fuerte Hotel (2009)

Das Plaza Fuerte Hotel, früher als Hotel Artigas bezeichnet, ist ein Bauwerk in der uruguayischen Landeshauptstadt Montevideo.
Das 1913 errichtete Gebäude befindet sich in der Ciudad Vieja an der Calle Bartolomé Mitre 1359–1363, Ecke Sarandí 645–649. Als Architekt wird in der Baugenehmigung C. Facello erwähnt, der Bau wurde durch Julio Baroffio y Hno durchgeführt. Das als Geschäftshaus und Hotelgebäude konzipierte Bauwerk beherbergte zunächst das Hotel Artigas. Nach Wiederherstellungsarbeiten in den Jahren 1990 bis 1995 unter der Leitung der Architekten Sergio Gayo und M. E. Pisani wird es heute vom namensgebenden Hotel genutzt. Im Erdgeschoss befinden sich zudem Geschäftsräumlichkeiten. Das 22 Meter hohe, sechsstöckige Bauwerk umfasst eine Grundfläche von 276 m².